# Hans Berndtsson
Bo Hans Olof Berndtsson, född 16 oktober 1952 i Östersund, Jämtlands län, är en svensk musikalregissör. Han har regisserat drama, opera och musikal.

## Biografi
Han har bland annat arbetat som pedagog och rektor för Teaterhögskolan i Malmö, varit chef för Länsteatern i Skaraborg, regional chef vid Göteborgsoperan och konstnärlig rådgivare till operachefen vid GöteborgsOperan.
Under 2000-talet har Hans Berndtsson regisserat bland annat Fame på Göteborgsoperan, Oscarsteatern,  Slagthuset samt på Sverige turné, Skönheten och Odjuret på Göteborgsoperan och på Göta Lejon. Cats, Yggdrasil, Lola Blau och Guys and Dolls på Göteborgsoperan, Cats på Cirkus i Stockholm, 27 Club på Maxim i Stockholm och Jerry Williams - the farewell show på Cirkus i Stockholm.
På Helsingfors Stadsteater har Hans regisserat egna koncept av  Mary Poppins, Skönheten och Odjuret, Spelman på taket och Dr Zhivago. 
2010 presenterade han där en helt ny version av musikalen Wicked i nära samarbete med Stephen Schwartz  
Som eventregissör har Hans Berndtsson ansvarat för bl. a Namngivningsceremonin av Ostindiefararen Götheborg, Invigningen av Gamla Ullevi, Swedish Sea Food Award på GöteborgsOperan och Invigningen av Götatunneln i Göteborg.
Hans Berndtsson arbetar återkommande som teaterpedagog Våren 2014 presenterade han en ny version och svensk översättning/bearbetning av Stephen Schwarts Godspell med Balettakademiens avgångsstudenter.

## Teater

### Roller (ej komplett)
| År   | Roll    | Produktion           | Regi          | Teater            |
| ---- | ------- | -------------------- | ------------- | ----------------- |
| 1983 | Paris   | Romeo och Juliet     | Georg Malvius | Örebro länsteater |
| 1984 | Skorpan | Bröderna Lejonhjärta | Mats Hude’n   | Östgötateatern    |
|      |         |                      |               |                   |

### Regi (ej komplett)
| År   | Produktion                                   | Upphovsmän                                                                                               | Teater                              |
| ---- | -------------------------------------------- | --- | ----------------------------------- |
| 2004 | Fame                                         | José Fernandez, Steve Margoshes och Jacques Levy                                                         | Oscarsteatern                       |
| 2005 | Skönheten och odjuret Beauty and the Beast   | Alan Menken, Howard Ashman, Tim Rice och Linda Woolverton Översättning Hans Berndtsson och Fred Johanson | Skövde stadsteater/ Göteborgsoperan |
| 2005 | Skönheten och odjuret Beauty and the Beast   | Alan Menken, Howard Ashman, Tim Rice och Linda Woolverton Översättning Hans Berndtsson och Fred Johanson | Göta Lejon                          |
| 2006 | Cats                                         | Andrew Lloyd-Webber och T.S. Eliot                                                                       | Göteborgsoperan                     |
| 2008 | Fyra bröllop och ett bad Der kühne Schwimmer | Franz Arnold och Ernst Bach                                                                              | Fjäderholmsteatern                  |
| 2009 | Guys and Dolls                               | Frank Loesser, Joe Swerling och Abe Burrows                                                              | Göteborgsoperan                     |
| 2009 | Cats                                         | Andrew Lloyd-Webber och T.S. Eliot                                                                       | Cirkus, Stockholm                   |